# Zsolt Gyulay
Zsolt Gyulay, född den 12 september 1964 i Vác, Ungern, är en ungersk kanotist.
Han tog OS-guld i K-4 1000 meter och OS-guld i K-1 500 meter i samband med de olympiska kanottävlingarna 1988 i Seoul.
Han tog OS-silver i K-4 1000 meter och OS-silver i K-1 500 meter i samband med de olympiska kanottävlingarna 1992 i Barcelona.